# Pot Black 1972
Der Pot Black 1972 war ein Snooker-Einladungsturnier im Rahmen der Saison 1971/72. Das Turnier wurde vom 29. Dezember 1971 bis zum 1. Januar 1972 in den Pebble Mill Studios im englischen Birmingham ausgetragen und später im Fernsehen gezeigt. Sieger wurde der Australier Eddie Charlton mit einem Finalsieg über den Waliser Ray Reardon. Angaben über das Preisgeld oder das höchste Break sind unbekannt.

## Turnierverlauf
Zum dritten Mal in vier Jahren wurde der Modus des Turnieres geändert. Diesmal nahmen nur sechs Spieler, die am Anfang alle in einer Gruppe spielten. Allerdings musste jeder Spieler nur gegen drei seiner Gegenspieler spielen. Die vier besten Spieler rückten in eine weitere Gruppenphase vor, in der sie ein einfaches Rundenturnier ausspielten. Die zwei besten Spieler der Abschlusstabelle dieser Gruppe trafen schließlich im Endspiel aufeinander. Jede Partie wurde von Schiedsrichter Sydney Lee geleitet und ging nur über einen Frame.

### Erste Gruppenphase
| Pos. | Spieler        | Partien | S | N | Frames |
| ---- | -------------- | ------- | - | - | ------ |
| 1    | Ray Reardon    | 3       | 3 | 0 | 3:0    |
| 2    | Eddie Charlton | 3       | 2 | 1 | 2:1    |
| 2    | Rex Williams   | 3       | 2 | 1 | 2:1    |
| 4    | John Spencer   | 3       | 1 | 2 | 1:2    |
| 4    | John Pulman    | 3       | 1 | 2 | 1:2    |
| 6    | Fred Davis     | 3       | 0 | 3 | 0:3    |

| Spiel | Spieler 1      | Ergebnis | Spieler 2      |
| ----- | -------------- | -------- | -------------- |
| 1     | Eddie Charlton | 01:01    | John Spencer   |
| 2     | Eddie Charlton | 01:01    | Fred Davis     |
| 3     | John Pulman    | 01:01    | Eddie Charlton |
| 4     | Ray Reardon    | 01:01    | John Pulman    |
| 5     | Ray Reardon    | 01:01    | John Spencer   |
| 6     | Ray Reardon    | 01:01    | Rex Williams   |
| 7     | John Spencer   | 01:01    | Fred Davis     |
| 8     | Rex Williams   | 01:01    | Fred Davis     |
| 9     | Rex Williams   | 01:01    | John Pulman    |

### Zweite Gruppenphase
| Pos. | Spieler        | Partien | S | N | Frames |
| ---- | -------------- | ------- | - | - | ------ |
| 1    | Eddie Charlton | 3       | 2 | 1 | 2:1    |
| 1    | Ray Reardon    | 3       | 2 | 1 | 2:1    |
| 3    | John Spencer   | 3       | 1 | 2 | 1:2    |
| 3    | Rex Williams   | 3       | 1 | 2 | 1:2    |

| Spiel | Spieler 1      | Ergebnis | Spieler 2      |
| ----- | -------------- | -------- | -------------- |
| 1     | Eddie Charlton | 01:01    | Rex Williams   |
| 2     | Eddie Charlton | 01:01    | John Spencer   |
| 3     | Ray Reardon    | 01:01    | Eddie Charlton |
| 4     | Ray Reardon    | 01:01    | Rex Williams   |
| 5     | John Spencer   | 01:01    | Ray Reardon    |
| 6     | Rex Williams   | 01:01    | John Spencer   |

### Finale
Der Australier Eddie Charlton erreichte im ersten Anlauf direkt das Finale und traf dort auf Ray Reardon, der nach einer Pause im letzten Jahr zum Turnier zurückkehrte. Charlton konnte den Sieger der allerersten Ausgabe des Pot Blacks im Endspiel besiegen.
| Finale: Best of 1 Frames Schiedsrichter/in: Sydney Lee Pebble Mill Studios, Birmingham, England, 1. Januar 1972 |                |             |
| Eddie Charlton                                                                                                  | 1:0            | Ray Reardon |
| 75:43 |                |             |
| – | Höchstes Break | –           |
| – | Century-Breaks | –           |
| – | 50+-Breaks     | –           |